# دنچهازا
دنچهازا (به مجاری:  Dencsháza) یک منطقهٔ مسکونی در مجارستان است که در ناحیه سیگت‌وار واقع شده‌است.